# Gerald Phiri
Gerald Phiri (Ndola, 6 ottobre 1988) è un velocista zambiano con cittadinanza britannica.

## Biografia
Nato in Zambia, a 8 anni si trasferisce con tutta la famiglia in Sudafrica e conseguentemente in Galles, per poi stabilirsi a Sheffield dove congiuntamente all'attività scolastica e pratica il badminton, la pallacanestro e l'atletica leggera, a partire dal 2002 dietro sollecitazione del suo insegnante di educazione fisica. Intenzionato a perseguire la sua carriera sportiva, Phiri si è trasferito negli Stati Uniti, dove ha frequentato la Texas A&M University gareggiando ai campionati NCAA.
Internazionalmente, dopo aver gareggiato a livello locale per la Gran Bretagna, opta di rappresentare nei circuiti e nelle manifestazioni mondiali il paese africano, debuttando così ai Mondiali di Berlino 2009, arrivando in semifinale dei 100 metri piani. Nel corso della sua carriera Phiri ha rappresentato lo Zambia in molte manifestazioni a carattere internazionale tra le quali figura anche la doppia partecipazione ai Giochi olimpici, dapprima a Londra 2012 e poi a Rio de Janeiro 2016. In quest'ultima occasione è stato portabandiera della delegazione nazionale nel corso della cerimonia di chiusura.

## Palmarès
| Anno | Manifestazione      | Sede           | Evento      | Risultato  | Prestazione | Note                                     |
| ---- | ------------------- | -------------- | ----------- | ---------- | ----------- | ---------------------------------------- |
| 2009 | Mondiali            | Berlino        | 100 m piani | Semifinale | 10"19       |                                          |
| 2011 | Mondiali            | Taegu          | 100 m piani | Batteria   | 10"60       |                                          |
| 2012 | Mondiali indoor     | Istanbul       | 60 m piani  | Semifinale | dns         |                                          |
| 2012 | Giochi olimpici     | Londra         | 100 m piani | Semifinale | 10"11       | Miglior prestazione personale stagionale |
| 2014 | Mondiali indoor     | Sopot          | 60 m piani  | 5º         | 6"52        |                                          |
| 2016 | Campionati asiatici | Durban         | 100 m piani | Finale     | dns         |                                          |
| 2016 | Giochi olimpici     | Rio de Janeiro | 100 m piani | Batteria   | 10"27       |                                          |